# Canly
Canly é uma comuna francesa na região administrativa de Altos da França, no departamento de Oise. Estende-se por uma área de 8 km². Em 2010 a comuna tinha 790 habitantes (densidade: 98,8 hab./km²).